# 石橋造船鉄工所
株式会社石橋造船鉄工所（いしばしぞうせんてっこうじょ）は、日本の造船メーカー。創業は1807年で、鳥取県境港市内の企業で最も創業が古い。

## 沿革
- 1807年、島根半島片江浜（現在の松江市美保関町片江）において初代石橋団十郎が、小型漁船の建造・修理を始める[2]。

- 1915年、6代目石橋兼松が、発動機を装備した「島根型漁船」を開発[2]。農商務省より助成を受け、大量建造を始める[2]。

- 1920年、片江より鳥取県西伯郡外江村（現・境港市外江町）へ事業所を移転[2]。

- 1931年、他3社を併合し、鳥取県西伯郡境町岬町（現・境港市岬町）へ移転[2]。

- 1936年、合名会社石橋造船所に改組[2]。

- 1943年、株式会社石橋造船鉄工所に改組[2]。

- 1957年、日本海船渠を買収[2]。系列会社として境港造船を松江市美保関町森山に設立[2]。

- 1970年、運輸省小型鋼船造船業（中小鋼造業第91号）登録[2]。
- 1991年、境港造船と技術提携し、境港市竹内団地にヨット・ボート・マリンジェット等海洋レジャー関連商品の販売修理を目的としたボートショップ・イシバシを設立[2]。

- 2015年、境港造船と合併[2]。

## その他
代表取締役の石橋弘は戦後、民間漁船建造に努力すると共に境港の商業発展に貢献、信望を集め境港商工会議所常議員並に境港市議会議員に挙げられる。